# José María Solà-Solé
José María o Josep Maria Solà-Solé (Igualada, Noya, 3 de julio de 1924 - Washington, 2 de diciembre de 2003) fue un hebraísta, arabista y epigrafista español.

## Biografía
Estudió en la Universidad de Barcelona con premio extraordinario; su tesis de licenciatura fue sobre el filósofo judío barcelonés Hasday Cresques. Con una beca francesa amplió estudios en la Universidad de Estrasburgo. Luego pasó tres años en París, en cuya École Pratique des Hautes Études conoció a otros investigadores y eruditos en el campo de la lingüística comparada como Jacques Février, Marcel Cohen y Émile Benveniste; al mismo tiempo asistió a las conferencias de Marcel Bataillon en el Collège de France. En la capital francesa formó parte del Conseil National de la Recherche Scientifique, escribiendo en 1955 un estudio detallado sobre el infinitivo semítico, publicado como L’infinitif sémitique; contribution à l’étude des formes et des fonctions des noms d’action et des infinitifs sémitiques. Paris: Champion, 1961. En 1952 consiguió el puesto de lector de español en la Universidad de Tubinga, donde impartió cursos de lengua y literatura catalana y castellana y asistió a los cursos de orientalística de los profesores Maria Höfner y Otto Rössler. Allí escribió una segunda tesis: Las inscripciones sudarábigas monoteístas de época imperial, que presentó en la Universidad de Barcelona y le valió el título de doctor en 1959; además le concedieron por ella el Premio Nacional de Letras (entonces llamado Premio Francisco Franco).
El 1961 marchó a los Estados Unidos, donde fue profesor en la Universidad Católica de Washington D. C., donde dirigió el Departamento de lenguas modernas y creó en 1989 su Center for Catalan Studies, que dirigió hasta 2002. También en este marco escribió, entre otros libros, su Corpus de poesía mozárabe: las Hargas-s andalusíes (Barcelona: Hispam, 1973), obra extensa y fundamental para estos estudios. Se especializó en epigrafía semítica antigua (sudarábiga, fenicia) y estudió inscripciones fenicio-púnicas del sur de la península ibérica y de Ibiza. Publicó también estudios sobre las jarchas y algunos artículos sobre los arabismos en catalán y castellano. Algunos trabajos suyos pueden hallarse asimismo en el Boletín de la Fundación Paulí Bellet y en muchas otras publicaciones especializadas nacionales y extranjeras.
En 2000 recibió la catalana Cruz de San Jorge. También la Orden de Don Quijote y obtuvo dos veces una beca Simon Guggenheim. Fue además premio del American Council of Learned Societies y recibió diversas distinciones de la Catholic University of America, de la American Philosophical Society, del Consejo Superior de Investigaciones Científicas, del Comité Conjunto Hispano-norteamericano y otros muchos. Fue colaborador del CSIC y de la Österreichische Akademie der Wissenschaften (Viena), y miembro de honor del Instituto Peruano de Altos Estudios Islámicos, así como numerario de la Academia Norteamericana de la Lengua Española (Nueva York), de la Hispanic Society of America, miembro extranjero correspondiente de la Real Academia Española y presidente del primer y segundo Coloquios de la Asociación de licenciados y doctores españoles en Estados Unidos y del cuarto de la NACS. Dejó un libro de memorias: Jo i els anys. Memòries d’un professor rodamón (Barcelona: Puvill, 1988).

## Obras
- Las inscripciones sudarábigas monoteístas de época imperial, 1959.
- L’infinitif sémitique; contribution à l’étude des formes et des fonctions des noms d’action et des infinitifs sémitiques. Paris: Champion, 1961.
- Corpus de poesía mozárabe: las Hargas-s andalusíes (Barcelona: Hispam, 1973)
- Sobre árabes, judíos y marranos y su impacto en la lengua y literatura españolas (1983)
- Jo i els anys. Memòries anotades d'un professor rodamón (1984 y 1988)
- La guerra dels cristos i el cas de l'Emília (1988)
- Las jarchas romances y sus moaxajas (1990)
- No tots som fills del mateix Déu (1990)
- Els vells mai no arreglaran el món (1997)
- Quatre escriptors de la diàspora catalana (1996)